# Giro del Belgio 2002
Il Giro del Belgio 2002, settantaduesima edizione della corsa e valida come evento UCI categoria 2.3, si svolse dal 22 al 26 maggio 2002, per un percorso totale di 744,1 km suddiviso in un prologo più 4 tappe. Fu vinto dall'olandese Bart Voskamp che terminò la corsa con il tempo totale di 18 ore, 10 minuti e 21 secondi, alla media di 40,96 km/h.
Partenza ad Ostenda con 116 ciclisti, dei quali 71 portarono a termine il giro a Marche-en-Famenne.

## Tappe
| Tappa  | Data      | Percorso                              | km    | Vincitore di tappa | Leader cl. generale |
| ------ | --------- | ------------------------------------- | ----- | ------------------ | ------------------- |
| Prol.  | 22 maggio | Ostenda (cron. individuale)           | 7,2   | Bert Roesems       | Bert Roesems        |
| 1ª     | 23 maggio | Ostenda > Knokke-Heist                | 221   | Ján Svorada        | Bart Voskamp        |
| 2ª-1ª  | 24 maggio | Knokke-Heist > Malines                | 121   | Damien Nazon       | Bart Voskamp        |
| 2ª-2ª  | 24 maggio | Malines > Malines (cron. individuale) | 14    | Bart Voskamp       | Bart Voskamp        |
| 3ª     | 25 maggio | Malines > Bilzen                      | 220,9 | Andrej Čmil        | Bart Voskamp        |
| 4ª     | 26 maggio | Bilzen > Marche-en-Famenne            | 160   | Ján Svorada        | Bart Voskamp        |
| Totale | Totale    | Totale                                | 744,1 |                    |                     |

## Squadre e corridori partecipanti
| N.    | Cod. | Squadra            |
| ----- | ---- | ------------------ |
| 1-8   | MAP  | Mapei-Quick Step   |
| 11-18 | LOT  | Lotto-Adecco       |
| 21-28 | COF  | Cofidis            |
| 31-38 | DFF  | Domo-Farm Frites   |
| 41-48 | TEL  | Team Telekom       |
| 51-58 | FDJ  | Française des Jeux |
| 61-68 | A2R  | AG2R Prévoyance    |
| 71-78 | BJR  | Bonjour            |

| N.      | Cod. | Squadra                   |
| ------- | ---- | ------------------------- |
| 81-88   | TAC  | Tacconi Sport             |
| 91-98   | LAM  | Lampre-Daikin             |
| 101-108 | LAN  | Landbouwkrediet-Colnago   |
| 111-118 | BGL  | Bankgiroloterij-Batavus   |
| 121-128 | PAL  | Palmans-Collstrop         |
| 132-138 | VLA  | Vlaanderen-T Interim      |
| 141-148 | MAR  | Marlux-Ville de Charleroi |

## Dettagli delle tappe

### Prologo
- 22 maggio: Ostenda – Cronometro individuale – 7,2 km

Risultati
| Pos. | Corridore        | Squadra       | Tempo |
| ---- | ---------------- | ------------- | ----- |
| 1    | Bert Roesems     | Palmans       | 8'53" |
| 2    | David Cañada     | Mapei         | a 1"  |
| 3    | Ludo Dierckxsens | Lampre-Daikin | a 2"  |

| Pos. | Corridore        | Squadra       | Tempo |
| ---- | ---------------- | ------------- | ----- |
| 1    | Bert Roesems     | Palmans       | 8'53" |
| 2    | David Cañada     | Mapei         | a 1"  |
| 3    | Ludo Dierckxsens | Lampre-Daikin | a 2"  |

### 1ª tappa
- 23 maggio: Ostenda > Knokke-Heist – 221 km

Risultati
| Pos. | Corridore         | Squadra       | Tempo    |
| ---- | ----------------- | ------------- | -------- |
| 1    | Ján Svorada       | Lampre-Daikin | 5h20'35" |
| 2    | Andrej Hauptman   | Tacconi Sport | s.t.     |
| 3    | Romāns Vainšteins | Domo          | s.t.     |

| Pos. | Corridore        | Squadra         | Tempo    |
| ---- | ---------------- | --------------- | -------- |
| 1    | Bart Voskamp     | Bankgiroloterij | 5h29'28" |
| 2    | Ludo Dierckxsens | Lampre-Daikin   | a 2"     |
| 3    | Bert Roesems     | Palmans         | a 4"     |

### 2ª tappa-1ª semitappa
- 24 maggio: Knokke-Heist > Malines – 121 km

Risultati
| Pos. | Corridore          | Squadra     | Tempo    |
| ---- | ------------------ | ----------- | -------- |
| 1    | Damien Nazon       | Bonjour     | 2h47'16" |
| 2    | Jean-Patrick Nazon | F. des Jeux | s.t.     |
| 3    | Romāns Vainšteins  | Domo        | s.t.     |

| Pos. | Corridore        | Squadra         | Tempo    |
| ---- | ---------------- | --------------- | -------- |
| 1    | Bart Voskamp     | Bankgiroloterij | 8h16'44" |
| 2    | Ludo Dierckxsens | Lampre-Daikin   | a 2"     |
| 3    | Bert Roesems     | Palmans         | a 4"     |

### 2ª tappa-2ª semitappa
- 24 maggio: Malines > Malines – Cronometro individuale – 14 km

Risultati
| Pos. | Corridore        | Squadra         | Tempo  |
| ---- | ---------------- | --------------- | ------ |
| 1    | Bart Voskamp     | Bankgiroloterij | 17'05" |
| 2    | Sylvain Chavanel | Bonjour         | a 2"   |
| 3    | Manuel Quinziato | Lampre-Daikin   | a 6"   |

| Pos. | Corridore        | Squadra         | Tempo    |
| ---- | ---------------- | --------------- | -------- |
| 1    | Bart Voskamp     | Bankgiroloterij | 8h33'49" |
| 2    | Ludo Dierckxsens | Lampre-Daikin   | a 11"    |
| 3    | Sylvain Chavanel | Bonjour         | a 13"    |

### 3ª tappa
- 25 maggio: Malines > Bilzen – 220,9 km

Risultati
| Pos. | Corridore           | Squadra      | Tempo    |
| ---- | ------------------- | ------------ | -------- |
| 1    | Andrej Čmil         | Lotto-Adecco | 5h09'43" |
| 2    | Aleksandr Vinokurov | Telekom      | a 1"     |
| 3    | Björn Leukemans     | Palmans      | a 5"     |

| Pos. | Corridore        | Squadra         | Tempo     |
| ---- | ---------------- | --------------- | --------- |
| 1    | Bart Voskamp     | Bankgiroloterij | 13h43'37" |
| 2    | Ludo Dierckxsens | Lampre-Daikin   | a 11"     |
| 3    | Sylvain Chavanel | Bonjour         | a 13"     |

### 4ª tappa
- 26 maggio: Bilzen > Marche-en-Famenne – 160 km

Risultati
| Pos. | Corridore         | Squadra       | Tempo    |
| ---- | ----------------- | ------------- | -------- |
| 1    | Ján Svorada       | Lampre-Daikin | 4h26'44" |
| 2    | Romāns Vainšteins | Domo          | s.t.     |
| 3    | Andrej Hauptman   | Tacconi Sport | s.t.     |

| Pos. | Corridore        | Squadra         | Tempo     |
| ---- | ---------------- | --------------- | --------- |
| 1    | Bart Voskamp     | Bankgiroloterij | 18h10'21" |
| 2    | Ludo Dierckxsens | Lampre-Daikin   | a 11"     |
| 3    | Sylvain Chavanel | Bonjour         | a 12"     |

## Classifiche della corsa

### Classifica generale
| Pos. | Corridore          | Squadra         | Tempo     |
| ---- | ------------------ | --------------- | --------- |
| 1    | Bart Voskamp       | Bankgiroloterij | 18h10'21" |
| 2    | Ludo Dierckxsens   | Lampre-Daikin   | a 11"     |
| 3    | Sylvain Chavanel   | Bonjour         | a 12"     |
| 4    | Manuel Quinziato   | Lampre-Daikin   | a 17"     |
| 5    | Romāns Vainšteins  | Domo            | a 24"     |
| 6    | Jean-Patrick Nazon | F. des Jeux     | a 25"     |
| 7    | Arturas Kasputis   | AG2R            | a 37"     |
| 8    | Bert Roesems       | Palmans         | s.t.      |
| 9    | Gerhard Trampusch  | Mapei           | a 40"     |
| 10   | Servais Knaven     | Domo            | a 43"     |

### Classifica a punti
| Pos. | Corridore          | Squadra       | Punti |
| ---- | ------------------ | ------------- | ----- |
| 1    | Ján Svorada        | Lampre-Daikin | 103   |
| 2    | Romāns Vainšteins  | Domo-         | 88    |
| 3    | Andrej Hauptman    | Tacconi Sport | 62    |
| 4    | Damien Nazon       | Bonjour       | 55    |
| 5    | Jean-Patrick Nazon | F. des Jeux   | 54    |

### Classifica sprint
| Pos. | Corridore          | Squadra       | Punti |
| ---- | ------------------ | ------------- | ----- |
| 1    | Thomas Voeckler    | Bonjour       | 24    |
| 2    | Glenn D'Hollander  | Lotto-Adecco  | 21    |
| 3    | Jean-Patrick Nazon | F. des Jeux   | 16    |
| 4    | Franck Pencole     | F. des Jeux   | 15    |
| 5    | Ján Svorada        | Lampre-Daikin | 13    |

### Classifica montagna
| Pos. | Corridore         | Squadra      | Punti |
| ---- | ----------------- | ------------ | ----- |
| 1    | Franck Pencole    | F. des Jeux  | 81    |
| 2    | Davy Commeyne     | Palmans      | 59    |
| 3    | Thomas Voeckler   | Bonjour      | 21    |
| 4    | Glenn D'Hollander | Lotto-Adecco | 14    |
| 5    | Axel Merckx       | Domo         | 4     |
| 5    | Bobby Julich      | Telekom      | 4     |

### Classifica a squadre
| Pos. | Squadra            | Tempo     |
| ---- | ------------------ | --------- |
| 1    | Lampre-Daikin      | 53h40'30" |
| 2    | Palmans-Collstrop  | a 27"     |
| 3    | Bonjour (ciclismo) | a 32"     |
| 4    | Tacconi Sport      | a 38"     |
| 5    | Lotto-Adecco       | a 41"     |